# クィントゥス・セルウィリウス・アハラ
クィントゥス・セルウィリウス・アハラ（ラテン語: Quintus Servilius Ahala、生没年不詳）は紀元前4世紀の共和政ローマの政治家・軍人。紀元前365年、紀元前362年と紀元前342年に執政官（コンスル）を、紀元前360年に独裁官（ディクタトル）を務めた。

## 出自
パトリキ（貴族）であるセルウィリウス氏族の出身、父も祖父もプラエノーメン（第一名、個人名）はクィントゥスである。

## 最初の執政官（紀元前365年）
アハラは紀元前365年に執政官に就任、同僚執政官はルキウス・ゲヌキウス・アウェンティネンシスであった 。
軍事的観点からは、この年は平穏であったが、疫病が流行しており、独裁官（ディクタトル）を5回務めたマルクス・フリウス・カミッルスも疫病で死亡している。ケンソル（監察官）一人、護民官3人も死亡し、一般市民も多くが犠牲となった。

## 二度目の執政官（紀元前362年）
紀元前362年、二度目の執政官に就任。同僚執政官は、前回と同じくアウェンティネンシスであった 。
紀元前366年に、ローマの同盟国であったヘルニキが反乱したとの噂が流れたが、その後しばらくは外交的解決を試みて戦争には至っていなかった。しかし、紀元前362年、ケントゥリア民会はヘルニキに対して正式に宣戦布告を行った。アウェンティネンシスはプレブス執政官として始めて軍の指揮を執ることとなった。しかし、ヘルニキ軍の待ち伏せ攻撃に遭い包囲され、兵士はパニックを起こしアウェンティネンシス自身も戦死した。この戦死を受けて、アハラはアッピウス・クラウディウス・クラッスス・インレギッレンシスを独裁官に任命した 。
ティトゥス・リウィウスによると、この年に地震か嵐でフォルム・ロマヌムが破壊され、その修復工事が難航したとする。その理由としてメッティウス・クルティウス（ローマの建国伝説に登場するサビニ人の軍人）の話を持ち出している。

## 独裁官（紀元前360年）
紀元前360年、アハラは独裁官に就任する。執政官ガイウス・ポエテリウス・リボ・ウィソルスがティブル（現在のティヴォリ）を攻撃すると、ガリア人がこれの支援のために侵攻してきたためであり、アハラはこれと戦った。マギステル・エクィトゥム（騎兵長官、副司令官）はティトゥス・クィンクティウス・ポエヌス・カピトリヌス・クリスピヌスであった。両軍はローマのコリナ門（en）近くで激突し、アハラはガリア軍に勝利した。
戦いは、コリナ門からそう遠くない場所で発生した。市民（兵士）達は彼らの両親、妻、子供が見守る中で奮戦した：遠くから見られているだけでも、兵士は十分に勇気付けられたであろうが、今回の戦いは彼らの眼前で戦われた。兵士の心の中には栄誉と親族に対する愛の炎が燃え上がった。両軍共に損害は大きかったが、最後にはガリア軍は撃退された。
リウィウス『ローマ建国史』、VII. 11

## 騎兵長官（紀元前351年）
紀元前351年には、アハラは独裁官マルクス・ファビウス・アンブストゥス (紀元前360年の執政官)の騎兵長官に任じられている。但し、軍事目的ではなく翌年の執政官にプレブス出身者が選出されるのを阻止するために元老院が独裁官を置いたものであった。この企ては失敗し、執政官の一人にはプレブス出身のマルクス・ポピッリウス・ラエナスが就任した。

## 三度目の執政官（紀元前342年）
紀元前342年、アハラは三度目の執政官に就任した。同僚執政官はガイウス・マルキウス・ルティルスであった。この年は第一次サムニウム戦争の2年目であり、ルティルスはカプアを防衛し、アハラはローマの防衛を担当した。しかしルティルスの軍の一部が反乱し、マルクス・ウァレリウス・コルウスが独裁官に任命された。

## 参考資料
- ティトゥス・リウィウス『ローマ建国史』
- Broughton R. Magistrates of the Roman Republic. - New York, 1951. - Vol. I.